# Стил, Кристофер
Кристофер Дэвид Стил (англ. Christopher David Steele; род. 24 июня 1964, Аден) — бывший офицер разведки Великобритании. С 1987 года по 2009 год являлся сотрудником Секретной разведывательной службы (МИ-6). С 2006 по 2009 руководил отделом по России в МИ-6. В 2009 году стал соучредителем частной аналитической компании Orbis Business Intelligence.
Стил стал центром внимания после того, как он написал досье для нескольких клиентов, в том числе для юриста, связанного с президентской кампанией Хиллари Клинтон в 2016 году. В досье, на основании анонимных источников, утверждается, что у России имеется компромат на Дональда Трампа, который на тот момент был кандидатом на пост президента США от Республиканской партии.
Трамп и его союзники ложно заявили, что расследование Разведывательного сообщества США о вмешательстве России в президентские выборы 2016 года было начато из-за досье Стила. В своём отчёте в апреле 2018 года, Постоянный специальный комитет по разведке Палаты представителей США, контролируемый членами Республиканской партии, пришёл к выводу, что расследование Разведывательного сообщества было вызвано предыдущей информацией от советника Трампа Джорджа Пападопулоса. В феврале 2018 года меморандум Нуньес, написанный сотрудниками штаба Девина Нуньеса, пришёл к такому же выводу.

## Ранний период жизни
Кристофер Дэвид Стил родился 24 июня 1964 года в йеменском городе Аден, тогда входившем в состав контролируемой Великобританией Федерации Южной Аравии. Его родители, Перрис и Джанет, познакомились во время работы в Метеобюро, национальной службе погоды Соединённого Королевства. Его дед по отцовской линии был шахтёром из Понтиприта в Уэльсе. Стил жил в Адене, на Шетландских островах и на Кипре. Учился в Веллингтонском колледже в Беркшире.
В 1982 году поступил в Гёртон-колледж в Кембридже. Во время учёбы в Кембриджском университете писал для студенческой газеты Varsity. В 1986 году Стил был президентом дискуссионного общества Кембриджского союза. В 1986 году получил степень в области социальных и политических наук.

## Карьера
Стил был завербован Секретной разведывательной службой (МИ-6) сразу после окончания Кембриджа и проработал в МИ-6 22 года. С 1987 по 1989 год работал в Лондоне в Форис-офисе (FCO). С 1990 по 1993 год Стил работал под дипломатическим прикрытием в качестве офицера МИ-6 в Москве, служа в посольстве Великобритании в России. Побывал в Самаре и Казани.
Вернулся в Лондон в 1993 году, снова работая в FCO до своего назначения в посольство Великобритании в Париже в 1998 году, где он работал под дипломатическим прикрытием до 2002 года. Личность Стила как офицера МИ-6 была раскрыта в анонимно опубликованном списке.
В 2003 году Стил был отправлен на авиабазу Баграм в Афганистане в составе группы МИ-6, инструктируя спецназ по миссиям «убей или захвати», направленным против талибов, а также обучал новобранцев МИ-6. Вернулся в Лондон и с 2006 по 2009 год возглавлял отдел по России в МИ-6.
С 2004 по 2009 год служил старшим офицером под руководством Джона Скарлетта, начальника МИ-6. Стил, будучи специалистом по контрразведке, был назначен оперативным сотрудником по делу бывшего офицера Федеральной службы безопасности (ФСБ) Александра Литвиненко. Стил участвовал в расследовании отравления Литвиненко. Именно Стил понял, что смерть Литвиненко связана с российским правительством. Двенадцать лет спустя российский двойной агент Борис Карпичков утверждал, что Стил был включён в расстрельный список ФСБ вместе с бывшим офицером разведки Сергеем Скрипалем, который был отравлен в 2018 году в Великобритании отравляющим веществом «Новичок».
С 2009 года Стил не был в России или других странах бывшего СССР. В 2012 году информатор Orbis процитировал агента ФСБ, который назвал Стила «врагом России-матушки». Стил воздерживался от поездок в США с тех пор, как его авторство досье Стила стало достоянием общественности, ссылаясь на политическую и правовую ситуацию.
В 2012 году Orbis наняла юридическая фирма, представляющая российского предпринимателя Олега Дерипаску, который также был «лицом, представляющим интерес» для расследования Комитета по разведке Сената США вмешательства России в выборы в США. В период с 2014 по 2016 год Стил вместе с Брюсом Ором сотрудничал с Федеральным бюро расследований и Министерством юстиции США в безуспешных попытках превратить Дерипаску в информатора.